# Armavir (Rússia)
|  | Per a altres significats, vegeu «Armavir». |

Armavir - Армавир (rus) - és una ciutat del krai de Krasnodar, a Rússia. Es troba al vessant septentrional del Gran Caucas, a la vora esquerra del riu Kuban. És a 164 km a l'est de Krasnodar, la capital del territori.
La ciutat més propera és Novokubansk, a 12 km al nord-oest, i també es troba molt a prop de la frontera amb el krai de Stàvropol.

## Demografia
| 1897*   | 1926*   | 1939*   | 1959*   | 1970*   | 1979*   |
| ------- | ------- | ------- | ------- | ------- | ------- |
| 6 100   | 74 400  | 83 700  | 111 000 | 144 000 | 161 539 |
| 1989*   | 1998    | 2002*   | 2009    | 2010    | 2014    |
| 160 983 | 167 300 | 193 964 | 188 286 | 188 832 | 191 799 |

## Història

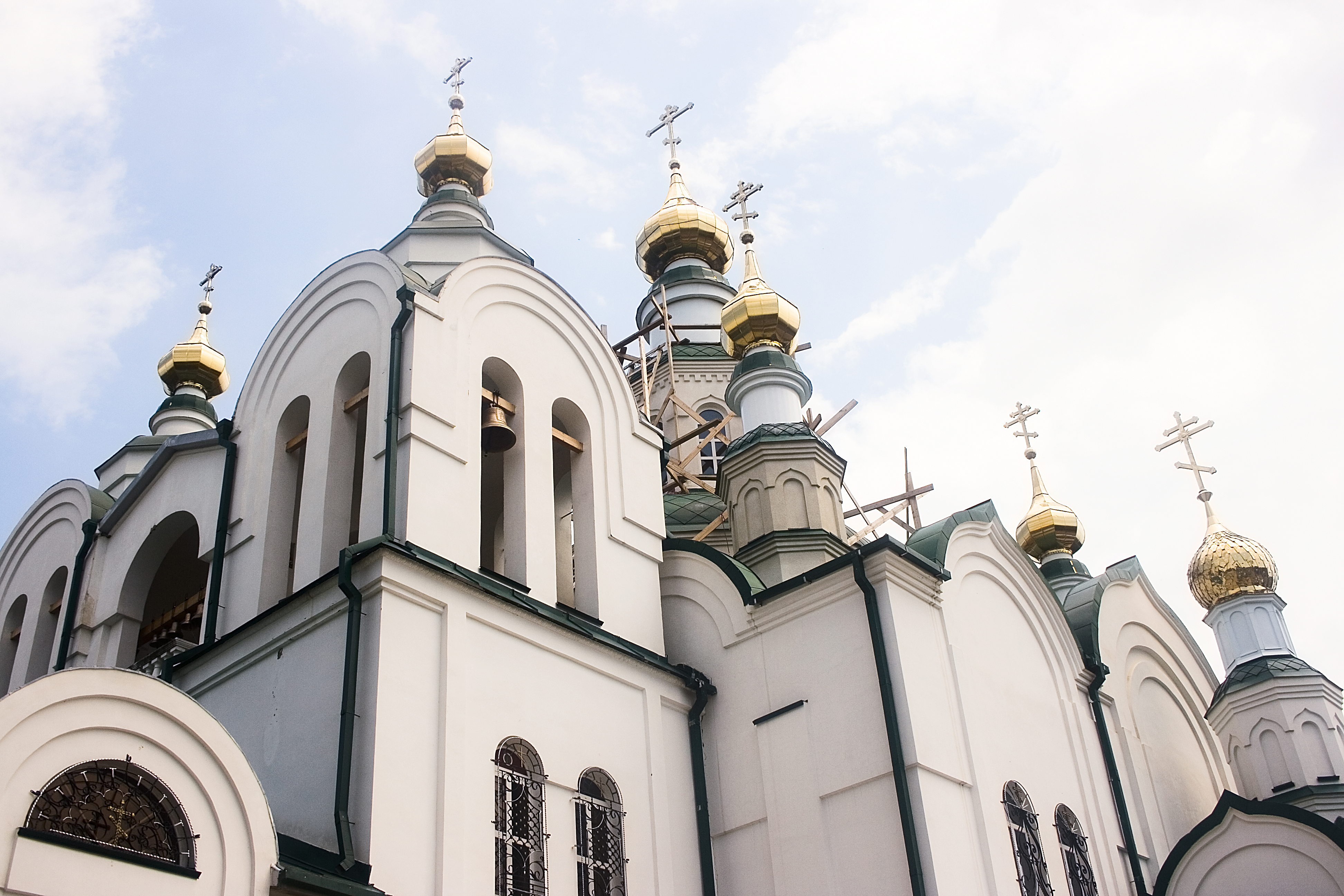
Detall de l'església d'Sviato-Nikolski.

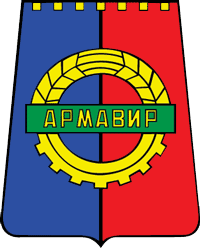
Escut de la ciutat del 1974.

La ciutat fou fundada com l'aül d'Armianski el 1839 com a lloc de reassentament de famílies armènies de les muntanyes de l'actual República de Karatxai-Txerkèssia, per por de la creixent islamització des de finals del segle xviii d'altres pobles de la muntanya, cosa que va motivar els armenis cristians a reassentar-se demanant la protecció russa al general Grigori Zass. L'assentament va créixer ràpidament a causa de la creixent arribada de la població armènia i dels muntanyesos locals. El 1848 fou reanomenat Armavir, en honor de l'antiga capital armènia.
El desenvolupament de la vila va gaudir d'un creixement significatiu amb l'arribada del ferrocarril cap a Vladikavkaz el 1875. El 1876 l'aül va rebre l'estatus de poble. La població, cada cop amb un component rus més ampli, prosperava amb el comerç de cereals. El 1888 Armavir fou designada centre administratiu de l'otdel de Labinsk, a la província de Kuban. A començaments del segle XX el poble era ja la segona població més gran de la regió del Kuban, després del port de Novorossiïsk, a la mar Negra. El 1908 s'inicià la construcció del ferrocarril Armavir-Tuapsé. El 23 de març del 1914 va rebre finalment l'estatus de ciutat.
Durant la Guerra Civil Russa i la Triple Entesa (1918-1922, la regió d'Armavir fou l'escenari de nombrosos combats, i va canviar de mans tres vegades. El 16 de març del 1920 finalment el poder soviètic fou restablert. Del 1920 al 1930 fou centre administratiu del raion d'Armavir dins de la província de Kuban-Mar Negra i del territori del Caucas Nord. El 7 d'agost del 1930 la ciutat va quedar sota la subordinació directa del territori. Durant la Segona Guerra Mundial fou ocupada des de l'agost del 1942 fins al gener del 1943 per la Wehrmacht de l'Alemanya Nazi.

## Geografia

### Clima
| Paràmetres climàtics mitjans de Armavir | Paràmetres climàtics mitjans de Armavir | Paràmetres climàtics mitjans de Armavir | Paràmetres climàtics mitjans de Armavir | Paràmetres climàtics mitjans de Armavir | Paràmetres climàtics mitjans de Armavir | Paràmetres climàtics mitjans de Armavir | Paràmetres climàtics mitjans de Armavir | Paràmetres climàtics mitjans de Armavir | Paràmetres climàtics mitjans de Armavir | Paràmetres climàtics mitjans de Armavir | Paràmetres climàtics mitjans de Armavir | Paràmetres climàtics mitjans de Armavir | Paràmetres climàtics mitjans de Armavir |
| Mes                                     | Gen.                                    | Feb.                                    | Mar.                                    | Abr.                                    | Mai.                                    | Jun.                                    | Jul.                                    | Ago.                                    | Set.                                    | Oct.                                    | Nov.                                    | Des.                                    | Anual                                   |
| --------------------------------------- | --------------------------------------- | --------------------------------------- | --------------------------------------- | --------------------------------------- | --------------------------------------- | --------------------------------------- | --------------------------------------- | --------------------------------------- | --------------------------------------- | --------------------------------------- | --------------------------------------- | --------------------------------------- | --------------------------------------- |
| Temperatura màxima registrada °C (°F)   | 16,7 (62,1)                             | 21,7 (71,1)                             | 31,0 (87,8)                             | 36,8 (98,2)                             | 35,1 (95,2)                             | 37,1 (98,8)                             | 40,9 (105,6)                            | 40,0 (104)                              | 40,0 (104)                              | 36,3 (97,3)                             | 24,9 (76,8)                             | 21,1 (70)                               | 40,9 (105,6)                            |
| Temperatura mínima registrada °C (°F)   | −31,2 (−24,2)                           | −24,8 (−12,6)                           | −24,4 (−11,9)                           | −9,0 (15,8)                             | −2,6 (27,3)                             | 1,5 (34,7)                              | 8,0 (46,4)                              | 6,4 (43,5)                              | −1,0 (30,2)                             | −6,7 (19,9)                             | −19,2 (−2,6)                            | −23,5 (−10,3)                           | −31,2 (−24,2)                           |
| Temperatura diària màxima °C (°F)       | 3,4 (38,1)                              | 5,1 (41,2)                              | 10,9 (51,6)                             | 18,2 (64,8)                             | 23,1 (73,6)                             | 27,1 (80,8)                             | 30,4 (86,7)                             | 30,4 (86,7)                             | 24,9 (76,8)                             | 17,8 (64)                               | 10,3 (50,5)                             | 5,0 (41)                                | 17,2 (63)                               |
| Temperatura diària mínima °C (°F)       | −4,1 (24,6)                             | −3,9 (25)                               | 0,5 (32,9)                              | 6,2 (43,2)                              | 10,8 (51,4)                             | 14,8 (58,6)                             | 17,0 (62,6)                             | 16,6 (61,9)                             | 12,1 (53,8)                             | 6,9 (44,4)                              | 1,7 (35,1)                              | −2,2 (28)                               | 6,4 (43,5)                              |
| Precipitació total mm (polzades)        | 36,8 (1,4)                              | 31,4 (1,2)                              | 37,4 (1,5)                              | 52,2 (2,1)                              | 86,7 (3,4)                              | 85,9 (3,4)                              | 65,8 (2,6)                              | 53,6 (2,1)                              | 50,0 (2)                                | 56,0 (2,2)                              | 50,4 (2)                                | 43,1 (1,7)                              | 649,3 (25,6)                            |
| Font: Climate and weather Armavir       |                                         |                                         |                                         |                                         |                                         |                                         |                                         |                                         |                                         |                                         |                                         |                                         |                                         |

## Cultura i llocs d'interès

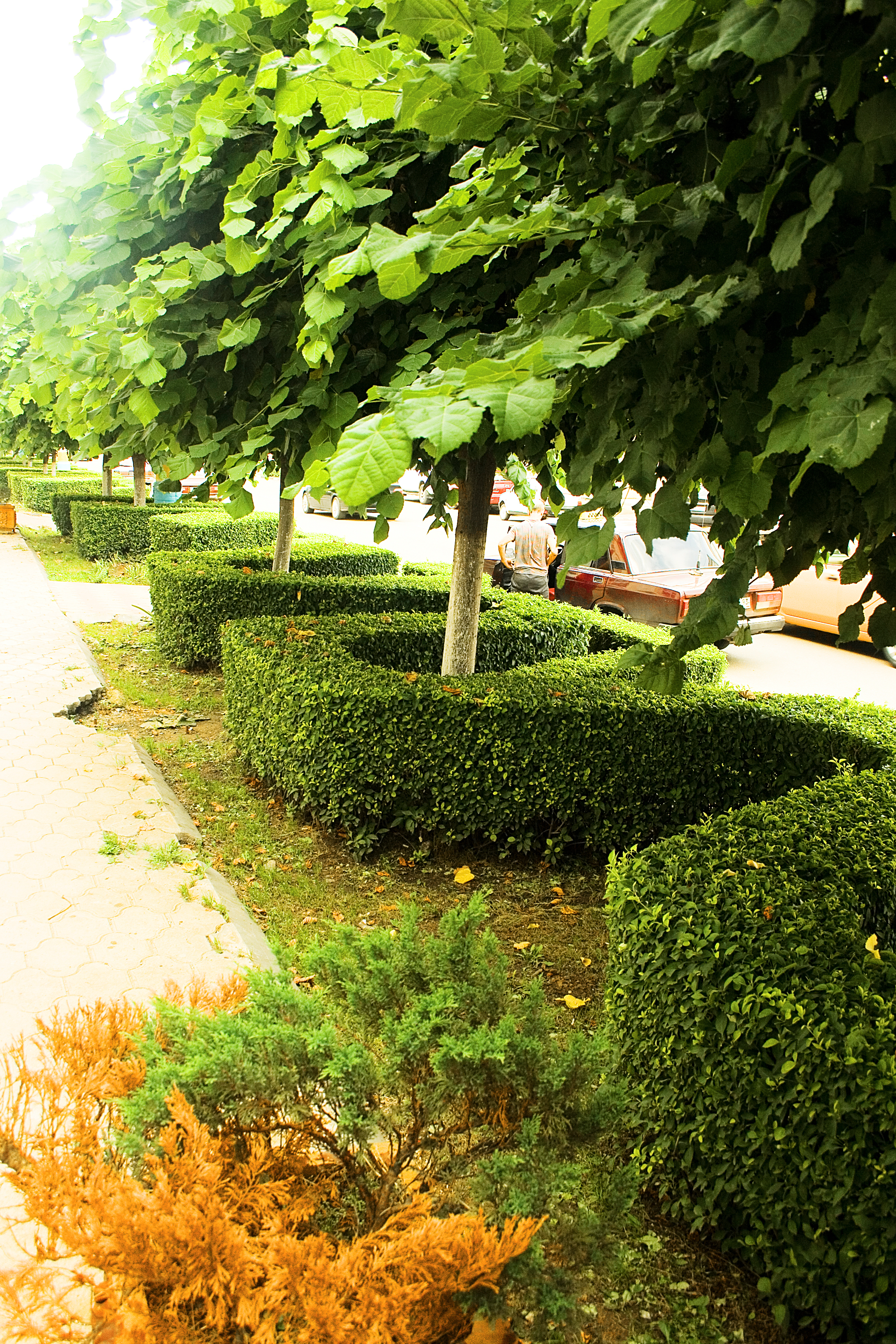
Parc de la vila.

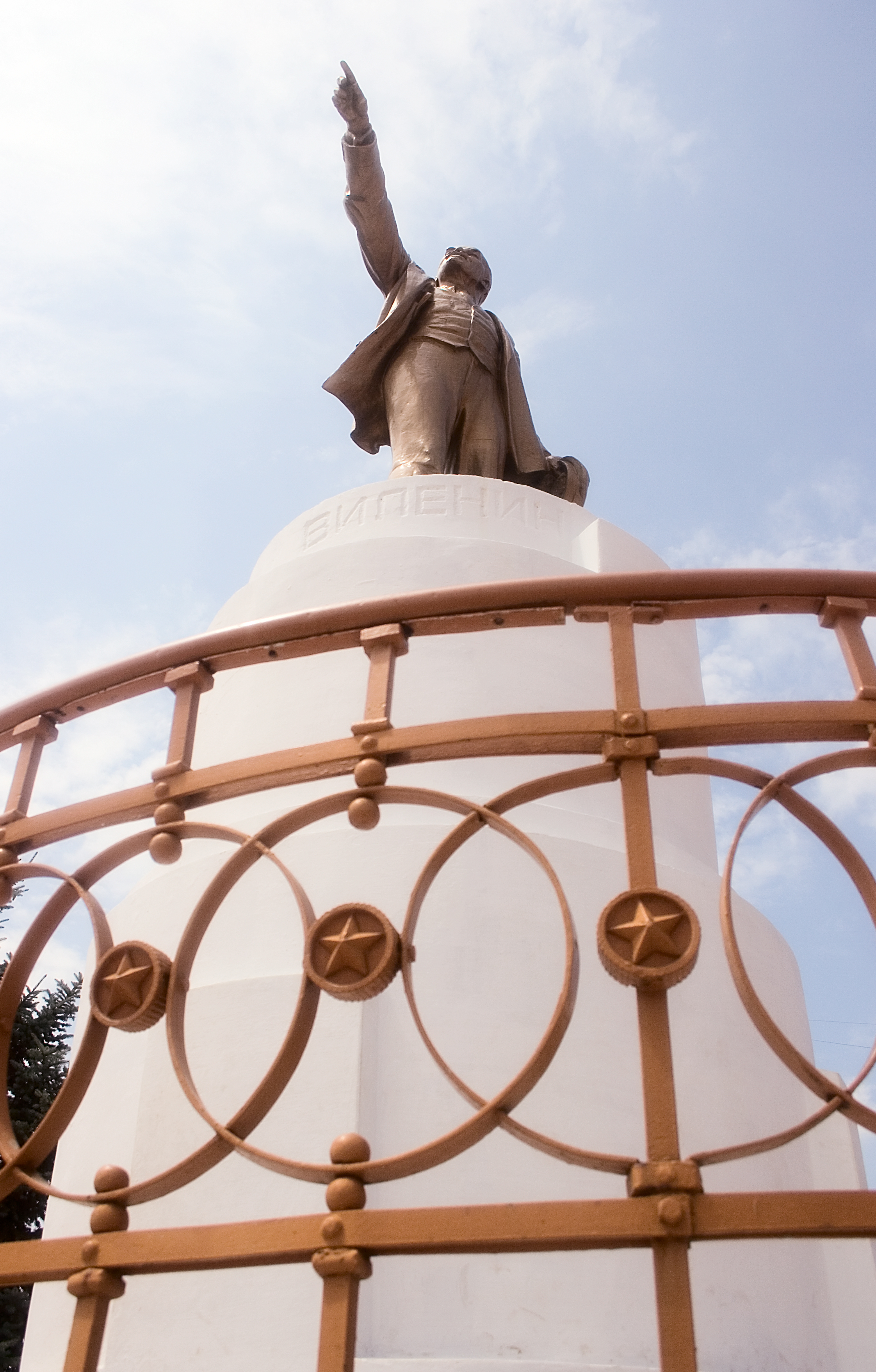
Monument a Lenin.

Cal destacar d'Armavir l'Església Apostòlica Armènia de Sant Astvatsatsin (Santa Mare de Déu, inici de la construcció el 1843, consagrada el 1861), la mesquita tàtara, l'església Sviato Nikolski, diversos monuments artístics i d'història militar, el Teatre de Drama i Comèdia (1908), la casa-museu de l'escriptor Sava Dangúlov, el monument a Vladímir Lenin a la plaça central, el monument a la novel·la de Mikhaïl Bulgàkov El mestre i Margarida i el Museu d'Armavir.

## Ciutats agermanades
- Armavir, Armènia
- Hómiel, Belarús